# Lepidosaphes marginalis
Lepidosaphes marginalis är en insektsart som beskrevs av Leonardi 1914. Lepidosaphes marginalis ingår i släktet Lepidosaphes och familjen pansarsköldlöss.
Artens utbredningsområde är Franska Guyana. Inga underarter finns listade i Catalogue of Life.